# 증기기관차와 바이올린
증기기관차와 바이올린(The Skating Rink And The Violin, Katok I Skripka)은 소련에서 제작된 안드레이 타르코프스키 감독의 1961년 드라마 영화이다. 이고르 폼첸코 등이 주연으로 출연하였다.

## 출연

### 주연
- 이고르 폼첸코
- 블라디미르 자만스키

## 제작진
- 미술: Savet Agoyan
- 의상: A. Martinson